# غازي حسين باشا
غازي حسين باشا (توفي عام 1659) هو قائدٌ عسكري وسياسي عثماني ذو أصولٍ تركية. ولد بالقرب من بورصة ولا يُعرف الكثير عن أوائل حياته. استفاد كثيراً من بقاؤه بجوار السلطان مراد الرابع وتعلم منه. شغل العديد من المناصب في الدولة العثمانية، فكان حاكم مصر (1635 - 1637)، وكان كذلك القبطان باشا في عقد الثلاثينيّات، كما أنّه شغل منصب الصدر الأعظم لفترة قصيرة عام 1656. أُعدم غازي حسين في العاصمة العثمانية عام 1659.

## غازي حسين حاكماً لمصر
تولى غازي حسين باشا حكم إيالة مصر عام 1635 حتى عام 1637. عُرف عنه القسوة والشدّة وإكثار القتل وأخذ الأموال بغير حق ممّا جعله مكروهاً من الشَّعب، ولكنه في الوقت ذاته كان قائداً عسكرياً قديراً، ونجحت سياساته في تقليل السرقات وحفظ الأمن في مصر. عزله السلطان مراد الرابع عام 1637 نتيجة شكاوى المصريين منه وطالبه بإعادة الأموال التي كان قد استولى عليها للخزينة المصريّة لكنّه رفض، فزُجّ به في السجن ولم يخرج إلا بعد أن دفع مبلغاً كبيراً من المال، ولم يقدم السلطان على إعدامه _خلافاً لعادته_ دليلاً على أنه موضع تقدير من السلطان.

## حرب كريت
أراد العثمانيون بشدّة الاستيلاء على جزيرة كريت من البنادقة، لكنّهم واجهوا العديد من الصعوبات في سبيل تحقيق ذلك على الرغم من نجاحهم في السيطرة على العديد من مدن وحصون الجزيرة في بداية الحرب مثل خانية، لكنّ العاصمة كاندية نجحت في الصمود أمام مُحاولاتهم المُستمرة. كان غازي حسين باشا أحد القادة العثمانيين في هذه الحرب، ثم عٌين لاحقاً قائداً أعلى على كريت ونجح في الاستيلاء على العديد من الحصون مثل ريثيمنو وقاد الحصار العثماني على العاصمة كاندية وثبت أمام هجمات البنادقة رغم انعدام المدد عنه أحياناً ووفرة المساعدات والعتاد للبندقيين. عيّنه السلطان محمد الرابع في منصب الصدر الأعظم في 28 فبراير 1656، لكنّه لم يتسلم مقاليد السلطة فعلياً، حيث غيّرت نائبة السلطنة والدة السلطان ترخان خديجة سلطان رأيها سريعاً وعزلته عن منصبه في 6 مارس من العام نفسه قبل حتى أن يعود إلى إسلام بول بأمر من الصدر الأعظم الجديد محمد باشا الكوبريللي حيث إتهمه الأخير بالإهمال في حرب كريت (ويرجح أن ذلك بسبب خشيته من منافسة حسين باشا له على مقامه) ثم أمر بإعدامه.

## أنظر أيضا
- قائمة قباطين البحر العثمانيين.